# Galeria Raster
Galeria Raster – prywatna polska galeria sztuki współczesnej z siedzibą w Warszawie, założona w 2001 r. przez historyków sztuki Łukasza Gorczycę i Michała Kaczyńskiego.

## Historia
Od kwietnia 2001 r. galeria mieściła się w niewielkim lokalu przy ul. Marszałkowskiej. Następnie – od września 2003 r. – znajdowała się w mieszkaniu przy ul. Hożej 42/8, funkcjonując początkowo jako Świetlica Sztuki Raster. Od września 2011 r. siedziba Rastra znajduje się przy ul. Wspólnej 63. 
Galeria uczestniczy od 2011 w Warsaw Gallery Weekend.

### Początki – Naświetlarnia i magazyn „Raster”
Galeria stanowiła kontynuację wspólnych projektów Łukasza Gorczycy i Michała Kaczyńskiego – magazynu artystycznego „Raster” i garażowej galerii Naświetlarnia.
Magazyn „Raster” ukazywał się od 1995 roku. Do 1997 wydano jego 7 numerów. W 1997 r. pojawił się także w internecie. W listopadzie 2000 r. otrzymał własną domenę i funkcjonował w sieci jako tygodnik artystyczny o sztuce współczesnej. W „Rastrze” on-line prezentowane były krytycznie teksty o wystawach, wydarzeniach artystycznych, poczynaniach urzędników i szefów galerii, a także o nowych publikacjach i filmach dotyczących sztuki współczesnej. Pojawiały się w nim także regularnie fotoreportaże z bieżących wydarzeń artystycznych oraz reprodukcje dzieł twórców związanych z pismem. Specjalnością tygodnika była krytyka sztuki, obejmująca recenzje, komentarze, opinie o wydarzeniach, zapowiedzi wystaw.

### Marszałkowska
W skład artystów prezentowanych w początkowym okresie działalności nowo otwartej galerii wchodzili członkowie Grupy Ładnie (Rafał Bujnowski, Marcin Maciejowski, Wilhelm Sasnal), Sławomir Elsner, Magisters, Zbigniew Rogalski, Aneta Grzeszykowska, Jan Smaga, Zbigniew Libera, Agata Bogacka, Twożywo, Grupa Azorro i inni.
Pierwszą z wystaw, jakie miały miejsce na Marszałkowskiej, było „Życie codzienne w Polsce w latach 1999–2001”, prezentujące prace Wilhelma Sasnala. Latem 2002 roku odbyła się ponadto wystawa „Rowelucja”, będąca częścią wspólnego przedsięwzięcia kilku środowisk (Federacja Zielonych, Warsaw Car Killers, Independent.pl, „City Magazine”, klub „Aurora”, nnk.art.pl) na rzecz rozwoju społeczeństwa rowerowego w Warszawie.

### Hoża
Lokal w mieszkaniu w kamienicy na Hożej galeria współdzieliła z redakcją pisma „Lampa” i siedzibą wydawnictwa Lampa i Iskra Boża, dzięki czemu jej ówczesna działalność miała charakter interdyscyplinarny. Oprócz wystaw odbywały się tam wieczory literackie, spotkania, dyskusje oraz koncerty. Cyklicznie organizowano imprezę pod hasłem „Ulubiona sobota młodej inteligencji w Rastrze”.
W 2004 r. zorganizowano wystawę „Interkosmos”. Składała się ona z prac fotograficznych i filmowych, obiektów oraz specjalnie przygotowanej instalacji Erika Bindera. Opierała się na odwróceniu perspektywy w dyskursie na temat podróży kosmicznych, zadając pytanie „Czy istnieje życie na Ziemi?”.
W 2005 r. zrealizowano projekt „Broniewski”. Był on wieloczęściowym wydarzeniem artystycznym w którym brało udział kilkudziesięciu muzyków, artystów, intelektualistów i literatów. Postać i twórczość Władysława Broniewskiego stanowiła punkt wyjścia do rozważań na temat relacji między sztuką i państwem, niezależnością i władzą oraz na temat współczesnego sensu pojęcia patriotyzmu. Przy tej okazji wydano płytę „Broniewski”, zawierającą interpretacje utworów poety w wykonaniu m.in. zespołów Pustki, Andy czy Starzy Singers.
Jednocześnie galeria rozwinęła działalność międzynarodową, biorąc udział w kolejnych targach sztuki (odbywających się w Kolonii, Bazylei, Paryżu, Londynie, Wiedniu i Miami) i organizując imprezy artystyczne w ramach projektu Villa. Także artyści reprezentowani przez Rastra coraz częściej pokazywali swoje prace za granicą.
W 2009 r. ukazała się Antlogia „Macie swoich krytyków”, która sumuje działalność „Rastra” – magazynu poświęconego sztuce najnowszej. Książka zawiera wybór tekstów z lat 1997–2004 – zarówno z art-zina, magazynu papierowego, jak i internetowego „tygodnika szybkiego reagowania” – a także kompletny „Słowniczek Artystyczny Rastra”, szczegółowy indeks, kalendarium oraz unikatowy materiał zdjęciowy.

### Wspólna
Mieszkanie na Hożej zamieniono jesienią 2011 r. na lokal po byłym salonie jubilerskim ORNO. Pierwszą wystawą, zaprezentowaną w nowej siedzibie, było „Dilo Prirody” Evy Kotatkovej.
Galeria prowadzi także Raster Editions: własną księgarnię wydawnictw artystycznych i limitowanych edycji artystycznych – niskonakładowych, przystępnych cenowo fotografii, grafik, druków i obiektów, adresowanych zarówno do kolekcjonerów, jak i osób dopiero zaczynających przygodę ze sztuką współczesną. Dopełnieniem projektu jest program specjalnie przygotowywanych wystaw. Prezentowane są na nich najnowsze prace artystów współpracujących z galerią, serie prac związane z publikacjami książkowymi, jak również ważne – i również dostępne na sprzedaż – materiały historyczne, bądź specjalne oferty prac znanych międzynarodowych twórców.

## Artyści reprezentowani przez Galerię Raster
- Grupa Azorro
- Olaf Brzeski
- Michał Budny
- Rafał Bujnowski
- Oskar Dawicki
- Edward Dwurnik
- Sławomir Elsner
- Aneta Grzeszykowska
- Emilia Kina
- Zbigniew Libera
- Marcin Maciejowski
- Przemysław Matecki
- Bartek Materka
- Zofia Rydet
- Wilhelm Sasnal
- Maciej Sieńczyk
- Jan Simon
- Slavs and Tatars

## Raster Editions
Raster Editions to księgarnia wydawnictw oraz limitowanych edycji artystycznych, niskonakładowych, przystępnych cenowo fotografii, grafik, druków i obiektów, adresowanych zarówno do kolekcjonerów, jak i osób dopiero zaczynających przygodę ze sztuką współczesną. Dopełnieniem projektu jest program specjalnie przygotowywanych wystaw. Prezentowane są na nich najnowsze prace artystów współpracujących z galerią, serie prac związane z publikacjami książkowymi, jak również ważne – i dostępne na sprzedaż – materiały historyczne, bądź specjalne oferty prac znanych międzynarodowych twórców. Raster ukazuje sztukę współczesną w szerszym kontekście, pomaga ją zrozumieć, toruje jej drogę do domowych bibliotek i kolekcji.

### Wybrane książki
- Antologia „Słynne pismo we wtorek” (wyd. Raster 2002)
- „Michał Budny” (2003)
- Maciej Sieńczyk, „Hydriola” (wyd. Raster i Lampa i Iskra Boża, 2005)
- Zbigniew Rogalski, „Private spring” (wyd. Raster i Kunstverein Göttingen, 2005)
- Waldemar Baraniewski, Marek Czapelski, „Architektura Rastra i okolic” (wyd. Raster 2007)
- Zbigniew Rogalski, „Studium węgla” (wyd. Raster, Galeria Arsenał, 2010)
- „D.O.M. POLSKI. Tło historyczne. Aktualne problemy. Perspektywy rozwoju.”, red (wyd. Raster i BWA Zielona Góra, 2010)
- „Aneta Grzeszykowska LOVE BOOK”, (wyd. Raster, 2011)
- Michał Budny „SANDPAPER” (wyd. Raster, Kunstverein für die Rheinlande und Westfalen, 2011)
- „Fotografie”, red. Łukasz Gorczyca, Michał Kaczyński i Zbigniew Libera, (wyd. Raster, 2012)
- „Schody”, red. Łukasz Gorczyca, Michał Kaczyński, (wyd. Raster i Nowy Teatr, 2013)

#### Seria Warszawa
Seria wydawnicza „Warszawa” poświęcona jest szeroko rozumianej przestrzeni miejskiej stolicy. Książki z tej serii ukazują się w ograniczonym nakładzie, w ręcznie wykonywanych płóciennych oprawach.
- Warszawa Fantastyczna, Paweł Dunin-Wąsowicz, Raster, Warszawa 2010, ISBN 978-83-916439-8-3
- Czesław Olszewski. Warszawa Nowoczesna, red. Łukasz Gorczyca, Piotr Jamski, Michał Kaczyński, Marta Leśniakowska, Raster, Instytut Sztuki PAN i Stowarzyszenie Liber Pro Arte, Warszawa 2012, ISBN 978-83-932884-2-7
- Mister Warszawy. Architektura mieszkaniowa lat 60. XX wieku, red. Łukasz Gorczyca i Marek Czapelski, Raster, Warszawa 2012, ISBN 978-83-932884-6-5
- Pałac w Warszawie, Waldemar Baraniewski, Raster, Warszawa 2014, ISBN 978-83-938244-3-4
- Ruiny Warszawy, opr. Łukasz Gorczyca i Michał Kaczyński, Raster, Warszawa 2016, ISBN 978-83-946849-0-7
- Warszawa Gutta, Błażej Pindor, Raster i Narodowy Instytut Architektury i Urbanistyki, Warszawa 2018, ISBN 978-83-946849-7-6

### Płyty
- 19 Wiosen, „Pożegnanie ze światem”
- Ballady i Romanse, „Ballady i Romanse”
- Mister D., „Społeczeństwo jest niemiłe”

### Teczki Raster Editions
Teczki Raster Editions to kolekcjonerska seria wydawnicza towarzysząca programowi wystaw i wydarzeń w księgarni Rastra. Dzięki współpracy z artystami powstają oryginalne obiekty z pogranicza sztuki graficznej i edytorskiej. Każda z publikacji jest autonomicznym projektem artystycznym, natomiast wszystkie łączy forma autorskiej, sygnowanej przez artystę teczki, o stałych wymiarach, limitowanym nakładzie 100 egzemplarzy. 
- Billy Gallery, „On important things”
- Bartek Materka, „Rear window”
- Rafał Bujnowski, „Krzyże”
- Michał Kaczyński, „Szczęśliwice”
- Honza Zamojski, „Anakonda. Font specimen”
- Aneta Grzeszykowska, „Katalog lalek”

## Villa Raster
Od 2006 r. Raster organizuje kolejne edycje projektu Villa. Są to kilkudniowe wydarzenia artystyczne, mające na celu integrację twórców z różnych stron świata, ich współpracę, wymianę artystycznych doświadczeń i idei. Na przełomie sierpnia i września 2006 roku odbył się pierwszy z serii międzynarodowy festiwal artystyczny rozgrywający się w przestrzeni prywatnej willi na warszawskiej Ochocie, obejmujący wystawy młodych artystów z 10 europejskich i amerykańskich galerii sztuki współczesnej, perfomanse, koncerty zespołów polskiej i angielskiej sceny niezależnej, spektakle berlińskich teatrów tańca, projekcje filmowe, imprezy muzyczne, wykłady i spotkania z artystami. Festiwalowi towarzyszyła publikacja albumowa. Kolejnymi realizacjami były Villa Reykjavik oraz Villa Tokyo.